# Hans Peisser
Hans Peisser (* um 1506 in Hassfurt/Unterfranken; † nach 1571, Ort unbekannt) war ein deutscher Bildschnitzer und Architekt der Renaissance.

## Biografie

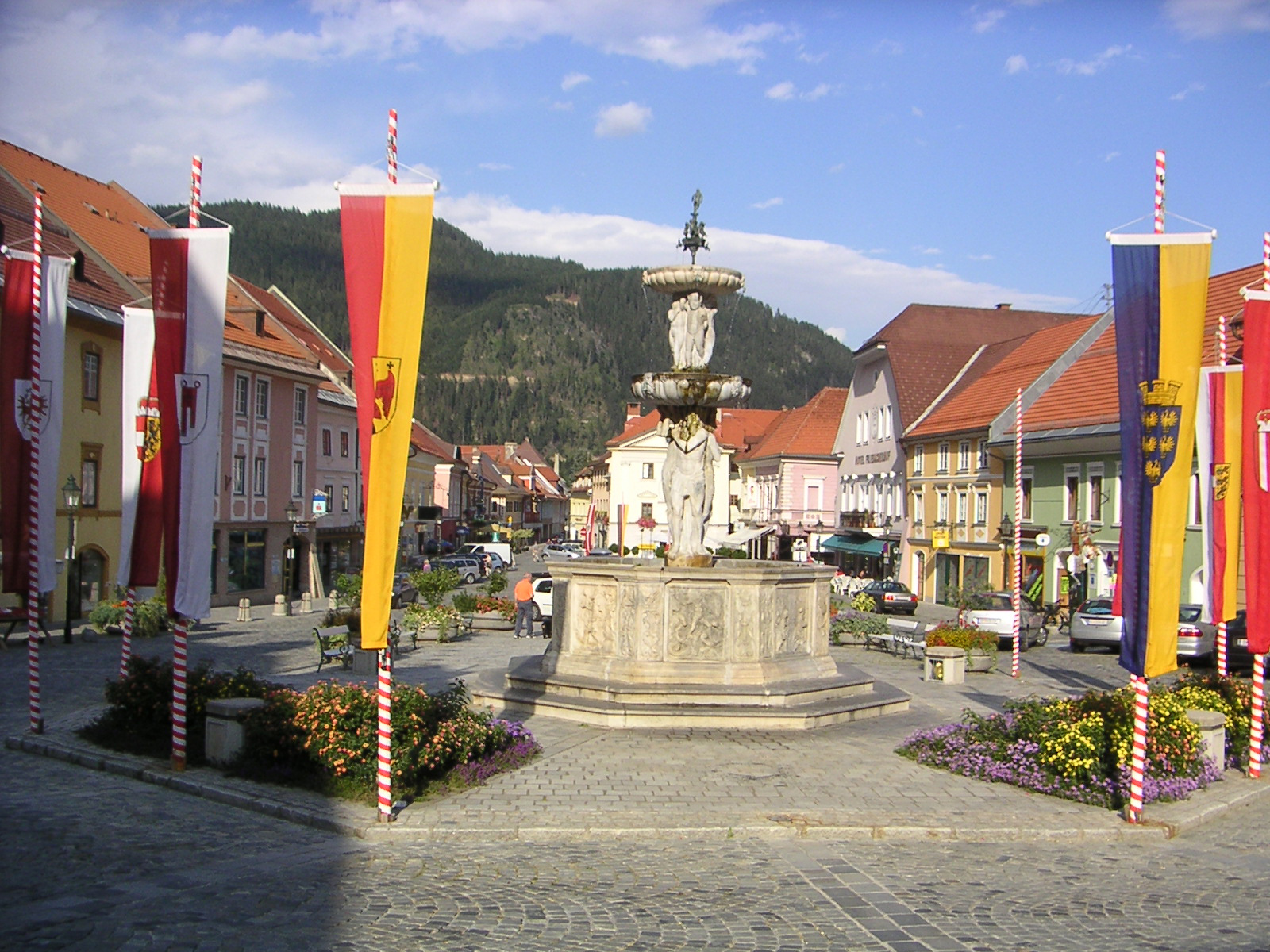
Friesacher Stadtbrunnen

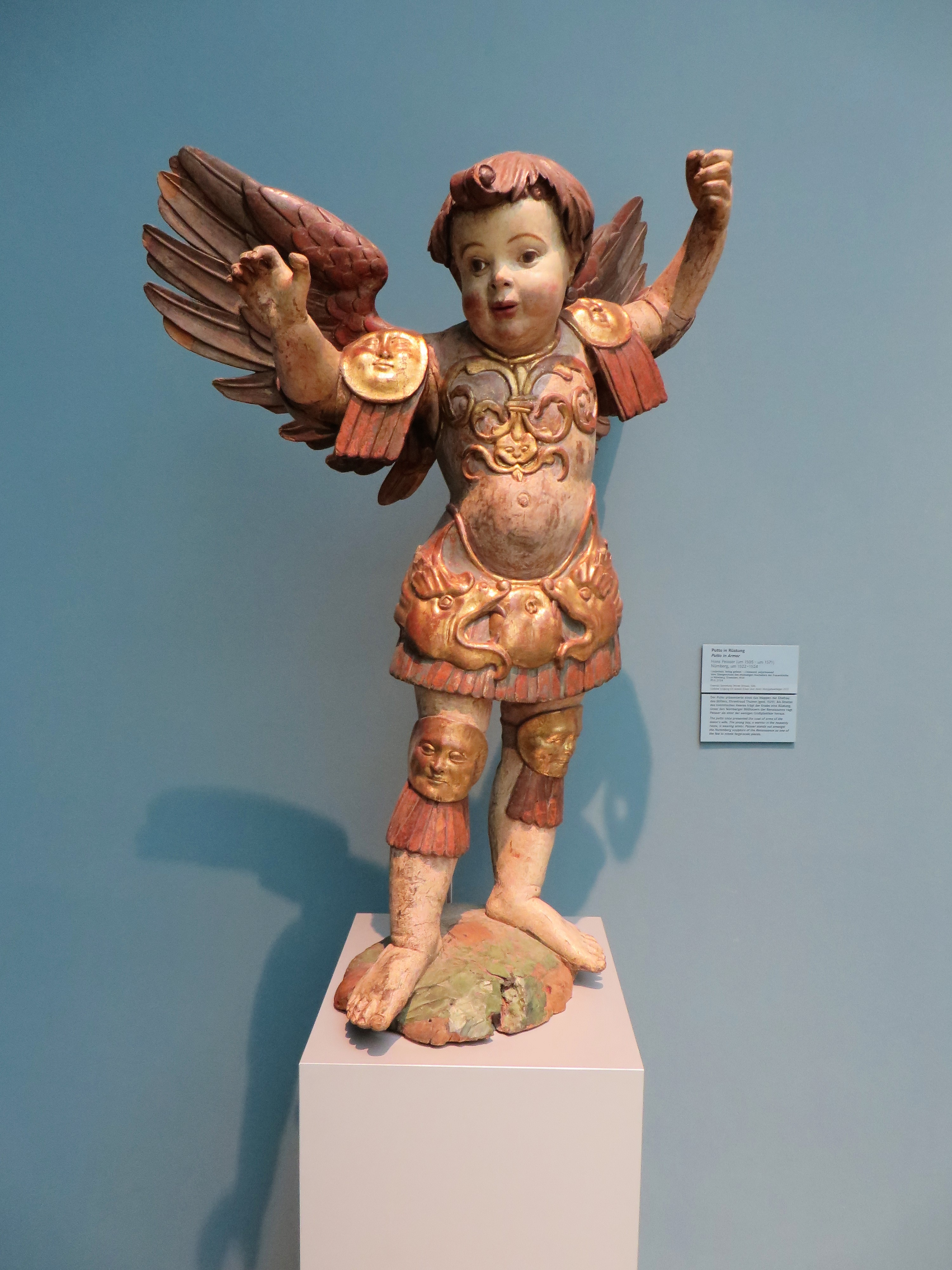
Putto im Germanischen Nationalmuseum Nürnberg

Hans Peisser zog in jungen Jahren nach Nürnberg und hat dort am 17. November 1526 das Nürnberger Bürgerrecht erworben (Nürnberger Ratsverlässe).
Nach Heinz Stafski war er wahrscheinlich Schüler von Veit Stoß, von dem er sich stilistisch beeinflusst zeigt.
Eine Medaille Ludwig Neufarers von 1536 zeigt den etwa dreißigjährigen Künstler.
Hans Peisser gibt 1559 sein Bürgerrecht in Nürnberg auf und wird für verschiedene Fürstenhöfe tätig (Pommern, Böhmen, Abtei Kremsmünster).

## Werke
Zu seinen Hauptwerken zählen das Gussmodell für den Gänsemännchenbrunnen in Nürnberg, um 1550, das sich im dortigen Stadtmuseum Fembohaus befindet, desgleichen das Holzmodell für den Puttenbrunnen im Nürnberger Rathaushof, 1557, das sich im Germanischen Nationalmuseum befindet; beide Brunnen wurden von Pankraz Labenwolf in Bronze gegossen.
Weitere Werke:
- Erlösergruppe im Hochaltar der Pfarrkirche zu Grünau/Oberösterreich
- Planetengötterbrunnen im Hofe des Linzer Landhauses
- „Singender Brunnen“ im Garten des Belvedere in Prag (Mitarbeit)
- Stadtbrunnen in Friesach
- etliche meist signierte kleinplastische Werke (Plaketten; Medaillen)